# Vashosszúfalu
Vashosszúfalu est un village et une commune du comitat de Vas, en Hongrie.